# 1888
1888 (MDCCCLXXXVIII) fue un año bisiesto comenzado en domingo según el calendario gregoriano. Este año le corresponde el número romano con mayor cantidad de caracteres, dentro de los años que han transcurrido de la era cristiana: 13 caracteres. El siguiente año con trece caracteres austriaco será en el año 2388. El récord se mantendrá hasta 2888, el cual se escribe con 14 caracteres en la numeración romana. 

## Acontecimientos

### Enero
- 4 de enero: en Japón, creación de la Orden del Tesoro de la Corona.
- 12 de enero: en los estados de Minnesota, Nebraska, Dakota del Norte y Dakota del Sur una tormenta de nieve mata aproximadamente 500 personas.
- 13 de enero: se inicia la publicación de la revista National Geographic en inglés.
- 27 de enero: en Estados Unidos se funda la National Geographic Society con el propósito de incrementar y difundir el conocimiento geográfico.

### Febrero
- 4 de febrero: en Minas de Riotinto (España) se produce un enfrentamiento entre miles de agricultores, mineros y la Guardia Civil y el Regimiento de Pavía, con un balance de más de doscientos muertos.[1] A estos hechos se los conoce por el año de los tiros y ser la primera manifestación ecológica de la historia.[2]
- 6 de febrero: Gillis Bildt es primer ministro de Suecia.
- 26 de febrero: en Roma el papa beatifica a la agustina española sor Josefa María de Santa Inés, natural de la Villa Real de Benigànim.

### Marzo
- 5 de marzo: Sámuel Teleki es el primer europeo en llegar al lago Turkana en África.
- 9 de marzo: Federico III de Hohenzollern es el emperador de Alemania y rey de Prusia después de la muerte de su padre, Guillermo I de Alemania.
- 11 al 14 de marzo: Nueva Jersey, Nueva York, Massachusetts y Connecticut soportan la Gran Tormenta de Nieve de 1888, con vientos de 72 km/h; se acumulan más de 120 cm de nieve, haciendo que la gente quede encerrada en sus casas durante una semana.
- 17 de marzo: los británicos establecen el Protectorado de Sarawak en la isla de Borneo.
- 26 de marzo: Khalifa ibn-Said es el sultán de Zanzíbar.

### Abril
- 3 de abril: Charles Floquet es primer ministro de Francia.
- 5 de abril: en Concepción (Chile) se funda cuarta compañía de bomberos.
- 8 de abril: en Barcelona (España) se abre la Exposición Universal.
- 13 de abril: Theodor Rosetti es primer ministro de Rumanía.
- 16 de abril: Alemania toma la isla de Nauru en el Pacífico.
- 20 de abril: Æneas Mackay es primer ministro de Países Bajos.
- 29 de abril: Incendio de los tranvías de Santiago de 1888. Se produce la primera protesta masiva contra el alza de las tarifas de tranvías en Santiago de Chile, que resulta en la destrucción de varios carros.
- 30 de abril: Kiyotaka Kuroda es primer ministro de Japón.

### Mayo
- 1 de mayo: en Sofía, Bulgaria, se abre el jardín zoológico.
- 5 de mayo: en la Ciudad del Vaticano, el papa León XIII proclama la encíclica In Plurimis.
- 5 de mayo: en San Juan, Puerto Rico, se funda el Banco Español de Puerto Rico.
- 12 de mayo: Reino Unido establece el protectorado de Borneo Septentrional.
- 13 de mayo: Brasil prohíbe la esclavitud.

### Junio
- 5 de junio: 
  - A 41 km al este de Buenos Aires, en el medio del Río de la Plata, se registra un  terremoto de 5,5, que afecta hasta más de 300 km a la redonda.
  - En Olavarría (provincia de Buenos Aires), el primer párroco de la aldea, el español Pedro N. Castro Rodríguez, envenena y asesina a martillazos a su esposa Rufina Padín Chiclano y a su hija Petrona María Castro (10), que lo visitaban desde el pueblo de Azul.[3]
- 6 de junio: Reino Unido toma la Isla de Navidad en el Índico.
- 11 de junio: en Colonia Valdense (Uruguay) se funda el Liceo Daniel Armand Ugon.
- 15 de junio: Guillermo II de Alemania es emperador de Alemania y rey de Prusia.
- 21 de junio: en Santiago de Chile se funda la Universidad Católica.
- 24 de junio: en Curicó (Chile) se funda el Cuerpo de Bomberos de Curicó.

- 29 de junio: en el Palacio de Cristal, en la ciudad de Londres (Reino Unido), el coronel George Gouraud, agente de ventas contratado por Thomas Edison, graba en un cilindro fonográfico la obra Israel en Egipto (de Händel) ejecutada por un coro de 4000 voces. En la actualidad resulta ser la grabación más antigua conservada.

### Julio
- 2 de julio: En Ovalle, Chile. Fue declarado el último caso de la epidemia de cólera en Chile.
- 15 de julio: En Japón el Monte Bandai, entra en erupción.

### Agosto
- 7 de agosto: 
  - En Londres (Inglaterra), es asesinada a Martha Tabram. La víctima había sido apuñalada unas 39 veces, mayormente en el área del abdomen. El crimen fue atribuido a Jack el Destripador.
  - En Colombia, Carlos Holguín Mallarino asume la presidencia.
- 28 de agosto: en Sulaymaniyah, un hombre muere tras ser golpeado por un meteorito. Es la única muerte por colisión de meteorito confirmada.[5]
- 30 de agosto: en la provincia de Santa Fe (Argentina) se funda la villa de Firmat.
- 31 de agosto: en el barrio londinense de Whitechapel, Jack el Destripador, asesina a Mary Ann Nichols, la primera de sus cinco víctimas.

### Septiembre
- 1 de septiembre: Un terremoto de 7,3 sacude la región de Canterbury en la isla sur de Nueva Zelanda.
- 4 de septiembre: Reino Unido toma Papúa.
- 8 de septiembre: en Londres (Inglaterra), es asesinada Annie Chapman, la segunda de las cinco víctimas de Jack el Destripador. .
- 9 de septiembre
  - La República de Chile se anexa la isla de Pascua.
  - Se funda la ciudad de Oliva (Córdoba)
- 19 de septiembre: en Spa, Bélgica, se celebra el primer certamen de belleza.
- 30 de septiembre: en el barrio londinense de Whitechapel, se descubren los cuerpos de las prostitutas londinenses Elizabeth Stride y Catherine Eddowes, esta última mutilada, en general, se les considera que son las víctimas tercera y cuarta de Jack el Destripador, respectivamente.

### Octubre
- 1 de octubre: a la isla de Nauru llegan los primeros colonos alemanes.
- 9 de octubre: en Washington D. C., Estados Unidos, se inaugura el Monumento a Washington.
- 14 de octubre: en Londres se filma la primera película del mundo, la cual dura 2,11 segundos, titulada La escena del jardín de Roundhay.
- 24 de octubre; en Maracaibo, Venezuela, se publica el primer número de la primera revista venezolana, El Zulia Ilustrado.
- 28 de octubre: se funda la Academia Nacional de la Historia de Venezuela.
- 30 de octubre: en Constantinopla se firma el convenio internacional para la neutralización del Canal de Suez.

### Noviembre
- 6 de noviembre: Elecciones presidenciales de Estados Unidos de 1888. El presidente demócrata Grover Cleveland gana la votación popular pero pierde ante el republicano Benjamin Harrison en los votos electorales con unos resultados reñidos de 203 votos electorales para los republicanos y 198 para los demócratas. Por tanto, el presidente Cleveland no es reelegido en el cargo.
- 9 de noviembre: en el barrio londinense de Whitechapel, es asesinada Mary Jane Kelly, la quinta y última de las cinco víctimas de Jack el Destripador.

### Diciembre
- 1 de diciembre: En México el general Porfirio Díaz ocupa la presidencia por cuarta vez para el mandato presidencial 1888-1892.
- 23 de diciembre: en Francia, el pintor neerlandés Vincent Van Gogh se corta una oreja, en un acto irracional.
- Lord Lansdowne sucede a Lord Dufferin como virrey de la India.
- Convención internacional sobre el Canal de Suez.
- En España se establece la UGT, órgano sindical socialista.
- En Brasil se abole la esclavitud.
- En Cataluña, España, 2601 personas firman el documento El missatge a la Reina Regent, que reclama la autonomía de la región.
- Irán: El monarca Nasereddín Shah Qayar abre el río Karún, salida de la provincia de Juzestán al golfo Pérsico, al tráfico comercial internacional.
- Irán: El barón Julius de Reuter establece en Irán el Banco Imperial de Persia, bajo una Carta Real de la reina Victoria de Inglaterra y concesión del shah Nasereddín Qayar.

## Arte y literatura
- Sully Prudhomme: La felicidad.
- Rubén Darío: Azul....
- Paul Verlaine: Los poetas malditos (segunda edición).
- Paul Sérusier: El talismán
- Ramón de Campoamor (escritor español, 1822-1890): Humoradas.
- Guy de Maupassant: Fuerte como la muerte.
- Henry James: Los papeles de Aspen.
- Vincent van Gogh: La casa amarilla.
- Antón Chéjov: La estepa.
- Eduardo Acevedo Díaz: Ismael.
- Juan Zorrilla de San Martín: Tabaré.
- En noviembre, Friederich W. Nietzsche termina de escribir Ecce Homo, su última obra antes de ingresar en un centro de salud mental a causa de la sífilis que padecía.
- Benito Pérez Galdós: Miau.
- August Strindberg: La Señorita Julia.
- José Moreno Carbonero: Entrada de Roger de Flor en Constantinopla

## Música
- 11 de abril: en Ámsterdam se ofrece el concierto inaugural del Concertgebouw.
- Erik Satie (compositor francés, 1866): Trois Gymnopédies, melodía en piano compuesta por tres partes, de las cuales la N.º 1 es la más famosa de todas sus composiciones. Esta melodía crea una atmósfera de vaga melancolía, misticismo y tranquilidad.
- Rimski-Kórsakov: Scherezade.
- César Franck (compositor francés, 1822-1890): Psique.
- Nace Columbia Records (hoy Sony Music), la primera empresa discográfica de la historia.

## Ciencia y tecnología
- 1 de enero: en el Arsenal de la Carraca de San Fernando (Cádiz) se pone en grada el Submarino Peral, para proceder a su construcción.
- 3 de enero: en California (Estados Unidos) se usa por primera vez el telescopio de 91 cm del Observatorio de Lick, el telescopio más grande del mundo en ese entonces.
- 7 de enero: James Edward Keeler, un astrónomo estadounidense, descubre la división Encke en los anillos de Saturno, le nombra en honor a otro astrónomo interesado en Saturno, Johann Encke.
- 17 de abril: Johann Palisa descubre el asteroide (276) Adelheid.
- 8 de septiembre: en Caracas (Venezuela) se crea Observatorio Astronómico y Meteorológico por decreto de Juan Pablo Rojas Paúl.
- 14 de noviembre: en París, Francia, se abre el Instituto Pasteur.
- Se inventa el neumático.
- Samuel Adams inventa la primera máquina expendedora automática, para facilitar la comercialización del chicle.
- Nikola Tesla describe su descubrimiento del principio del campo magnético.
- Wilhelm Hallwachs descubre el efecto eléctrico de la luz.
- Richard Avenarius (filósofo francés, 1843-1896): Crítica de la experiencia pura.
- Hertz: investiga las ondas electromagnéticas en la gama ultracorta.
- Isaac Peral inventa el submarino.
- Emile Berliner hace la primera demostración pública de su gramófono, al que de momento no le dio nombre alguno, y poco después pidió la patente de su producto, destinado a la grabación y la reproducción.
- Se filma la primera película de cine en la historia, La escena del jardín de Roundhay.
- Charles F. Brush (1849-1929) En el verano de 1887-88 construyó una máquina considerada actualmente como el primer aerogenerador para generar electricidad.

## Deportes
- 1 de abril: en Países Bajos, creación del club de fútbol Sparta Rotterdam.
- 25 de mayo: en Glasgow (Reino Unido) se funda el Celtic FC.
- 20 de octubre: en Atenas, Grecia, se inauguran oficialmente los Cuartos Juegos Olímpicos de Zappas, el primer intento de revivir los antiguos juegos olímpicos.

## Nacimientos

### Enero
- 2 de enero: Elisa Griensen, patriota mexicana (f. 1972).
- 20 de enero: Leadbelly, músico y compositor estadounidense (f. 1949).
- 28 de enero: Julián Alarcón, compositor y violinista paraguayo (f. 1957).

### Febrero
- 12 de febrero: Ángel María de Rosa, escultor argentino (f. 1970).
- 12 de febrero: Clara Campoamor, política española (f. 1972).
- 17 de febrero: Otto Stern, físico alemán nacionalizado estadounidense, premio nobel de física en 1943 (f. 1969).
- 19 de febrero: José Eustasio Rivera, escritor colombiano (f. 1928).
- 21 de febrero: José Félix Estigarribia, militar y político paraguayo (f. 1940).

### Marzo
- 9 de marzo: Raquel Meller, cantante y actriz española (f. 1962).
- 10 de marzo: Max Steiner, compositor de música de cine austríaco (f. 1971).
- 10 de marzo: Barry Fitzgerald, actor irlandés (f. 1961).
- 18 de marzo: Carmen Barradas, pianista y compositora uruguaya (f. 1963).
- 19 de marzo: Josef Albers, artista alemán (f. 1976).
- 20 de marzo: Amanda Clement, primera mujer en arbitrar un juego de béisbol (f. 1971).

### Abril
- 25 de abril: Chōjun Miyagi, artista marcial japonés (f. 1953).
- 27 de abril: Abraham Valdelomar, periodista y escritor peruano (f. 1919).

### Mayo
- 7 de mayo: Hermann Fränkel, filólogo clásico alemán (f. 1977).
- 21 de mayo: Ignacio Piñeiro, músico cubano (f. 1969).

### Junio
- 13 de junio: Fernando Pessoa, poeta portugués (f. 1935).
- 15 de junio: Ramón López Velarde, poeta mexicano (f. 1921).
- 17 de junio: Heinz Guderian, militar alemán (f. 1954).
- 17 de junio: Alfonso Bialetti, ingeniero y diseñador italiano (f. 1970)
- 24 de junio: Gerrit Rietveld, arquitecto y diseñador neerlandés (f. 1964).
- 28 de junio: Eloy Vaquero Cantillo, político español (f. 1960).

### Julio
- 3 de julio: Ramón Gómez de la Serna, escritor español (f. 1963).
- 10 de julio: Giorgio de Chirico, pintor italiano (f. 1978).
- 11 de julio: Johanna Beyer, compositora y pianista alemana nacionalizada estadounidense (f. 1944).
- 11 de julio: Carl Schmitt, escritor alemán (f. 1985).

### Agosto
- 14 de agosto: Julio Rey Pastor, matemático español (f. 1962).
- 16 de agosto: Thomas Edward Lawrence, «Lawrence de Arabia», militar, arqueólogo y escritor británico (f. 1935).

### Septiembre
- 9 de septiembre: António Sardinha, poeta, ensayista y político portugués (f. 1925).
- 12 de septiembre: Maurice Chevalier, cantante y actor francés (f. 1972).
- 15 de septiembre: Marcelino García Flamenco, maestro salvadoreño quemado vivo en Costa Rica (f. 1919).
- 16 de septiembre: Frans Eemil Sillanpää, escritor finlandés, premio nobel de literatura en 1939 (f. 1964).
- 26 de septiembre: T. S. Eliot, poeta, crítico y editor estadounidense, premio nobel de literatura en 1948 (f. 1965).

### Octubre
- 5 de octubre: José Gordillo Sánchez, fotógrafo, pintor y dorador español (f. 1972).
- 16 de octubre: Eugene O'Neill, dramaturgo estadounidense, premio nobel de literatura en 1936 (f. 1953).
- 25 de octubre: Richard E. Byrd, explorador estadounidense que afirmó falsamente haber sobrevolado los polos (f. 1957).
- 29 de octubre: Li Dazhao, intelectual y político chino (f. 1927).

### Noviembre
- 7 de noviembre: Chandrasekhara Venkata Raman, físico indio, premio nobel de física en 1930 (f. 1970).
- 8 de noviembre: Aurelio Escobar Castellanos, fotógrafo mexicano (f. 1964).
- 10 de noviembre: Juan Antonio Ríos, político chileno, presidente entre 1942 y 1946 (f. 1946).
- 16 de noviembre: Luis Cluzeau Mortet, compositor uruguayo de música clásica (f. 1957).
- 19 de noviembre: José Raúl Capablanca y Graupera, ajedrecista cubano (f. 1942).
- 23 de noviembre: Harpo Marx, actor cómico estadounidense (f. 1964).
- 24 de noviembre: Juan Aguilar Catena, periodista y escritor español (f. 1965).
- 26 de noviembre: Francisco Canaro, violinista y compositor uruguayo (f. 1964).
- 27 de noviembre: Masaharu Homma, general japonés (f. 1946).

### Diciembre
- 6 de diciembre: Emiliana de Zubeldía, compositora y pianista vasca (f. 1987).
- 24 de diciembre: Michael Curtiz, cineasta estadounidense de origen austrohúngaro (f. 1962).
- 27 de diciembre: Tito Schipa, tenor italiano (f. 1965).
- 28 de diciembre: Friedrich Wilhelm Murnau, cineasta alemán (f. 1931).

## Fallecimientos

### Enero
- 5 de enero: Henri Herz, compositor y pianista austriaco (n. 1803).
- 15 de enero: Francesco Carrara, jurisconsulto, penalista y profesor italiano.(n. 1805).
- 22 de enero: Miguel Luis Amunátegui, historiador y político chileno (n. 1828).
- 31 de enero: Juan Bosco, sacerdote y santo italiano, fundador de los salesianos (n. 1815).

### Febrero
- 7 de febrero: Jonathan Joestar, noble y caballero Inglés. (n. 1868).
- 18 de febrero: Ricardo Zamacois, actor y cantante español (n. 1847).

### Marzo
- 6 de marzo: Louisa May Alcott, novelista estadounidense, autora de Mujercitas (n. 1832).
- 9 de marzo: Guillermo I de Alemania, emperador de Alemania (n. 1870) y rey de Prusia (n. 1861).
- 26 de marzo: Walter Bache, director de orquesta y pianista británico (n. 1842).
- 30 de marzo: Marcelino Sanz de Sautuola, naturalista y prehistoriador español (n. 1831).

### Mayo
- 17 de mayo: Giacomo Zanella, poeta italiano (n. 1820).

### Julio
- 27 de julio: Thomas Henry Potts, naturalista neozelandés (n. 1824).

### Agosto
- 5 de agosto: Anna Haining Bates, mujer canadiense famosa por su estatura de 2,27 m (n. 1846).
- 31 de agosto: Mary Ann Nichols, víctima del anónimo asesino en serie Jack el Destripador

### Septiembre
- 8 de septiembre: Annie Chapman, víctima del anónimo asesino en serie Jack el Destripador
- 11 de septiembre: Domingo Faustino Sarmiento, político, escritor, periodista y presidente de Argentina entre 1868 y 1874 (n. 1811).
- 30 de septiembre: Elizabeth Stride, víctima del anónimo asesino en serie Jack el Destripador
- 30 de septiembre: Catherine Eddowes, víctima del anónimo asesino en serie Jack el Destripador

### Noviembre
- 1 de noviembre: Nikolái Przevalski, explorador ruso (n. 1839).
- 9 de noviembre: Mary Jane Kelly, víctima del anónimo asesino en serie Jack el Destripador

### Diciembre
- 18 de diciembre: Eagle Woman, activista siux, primera y única mujer reconocida como jefa del pueblo síux. (n. 1820)
- 31 de diciembre: Samson Raphael Hirsch, rabino alemán, fundador de la nueva ortodoxia.